# 皮螨属
皮螨属（学名：Chorioptes），亦作足痒螨属，为痒螨科的一个属。足螨属的螨虫是一属呈世界性分布的感染家畜及野生动物的体外寄生虫。

## 下级分类
本属包括以下物种：
- 牛足螨 牛足螨（英语：Chorioptes bovis） Chorioptes bovis（英语：Chorioptes bovis）
- 羚羊足螨 Chorioptes crewei Lavoipierre, 1958
- 獾足螨 Chorioptes mydaus Fain, 1975
- 大熊猫足螨 Chorioptes pandaFain andLeclerc, 1975
- Chorioptes sweatmani
- 德州足螨 Chorioptes texanus